# 尹賞 (前漢)
尹 賞（いん しょう、生年不明  - 3年）は、前漢の官吏。字は子心。鉅鹿郡楊氏県の人。成帝・哀帝・平帝の時代に、過酷な犯罪取り締まりで功績をあげた。最終官は執金吾。

## 事績
郡の役人をして廉とされ、楼煩県長に任命された。粟邑県令となり、左馮翊の薛宣が、尹賞は難しい県を治める能力があると奏した。盗賊が集まっていた頻陽県令となり、治績を挙げた。人を殺傷した罪に座して免職となったが、後に御史によって挙げられ、鄭県県令となった。
永始・元延年間（紀元前16年から前8年）のころ、長安では、少年が群れて人を殺し、官吏を仇として殺し、治安が極端に悪化した。特に任命されて長安県令となった尹賞は、長安の獄に地下室を作って虎穴と名付けた。地面に幅と高さ数丈の穴を掘り、上に瓦を置き、入り口を大きな石で塞いだものである。ついで役人と、父老・伍人など住民に命じて、素行不良であったり威嚇的な装いをしている者数百人の名簿を作った。尹賞は長安の吏を不意に動かして彼らを一斉に捕縛し、群盗と通じ助けていると断じた。自ら全員に尋問し、一部を除外し、百人を一組として順番に虎穴に入れた。入り口を塞ぎ、数日後に中をあらためると、入れられた者は皆死んでいた。死体を役所の門の横に埋め、杙（くい）を打って全員の姓名を記した。百日後に遺体の引き取りを許された家族は、泣きながら遺体を掘り出した。
尹賞が死を免れさせたのは数百人で、首魁か、自分の知人・元役人・良家の子弟で、自ら反省して改めると願った者であった。尹賞は彼らの罪を軽くし、死力を尽くして功を立て、罪をあがなうよう求めた。結果、功を立てた者は自分の腹心とした。
その後の追捕に手抜かりなく、数カ月で長安から盗賊はやみ、逃げ散った。
盗賊追捕の手腕を期待されて江夏太守となったが、賊ばかりでなく吏民をも殺したため、免職となった。
首都近郊の南山（終南山）で群盗が起こると、右輔都尉に起用された。元始2年（2年）、左輔都尉だった尹賞は、執金吾に任命された。元始3年（3年）春に平帝が王莽の娘を皇后（王皇后）に迎える納采（婚約の儀式）をしたとき、執金吾の尹賞を含む高官49人は皮弁（鹿皮の冠）と素績（白い衣）を賜った。その年のうちに在官のまま病死した。